# 오클라호마 (1955년 영화)
오클라호마(Oklahoma!)는 미국에서 제작된 프레드 진네만 감독의 1955년 뮤지컬, 멜로/로맨스, 서부 영화이다. 고든 맥라 등이 주연으로 출연하였고 아서 혼블로우 주니어 등이 제작에 참여하였다. 1943년의 동명의 뮤지컬 오클라호마!에 기반을 둔다.
오클라호마 준주를 배경으로 하는 이 영화는 농장 여인 로리 윌리엄스(존스)의 스토리를 보여준다.

## 출연

### 주연
- 고든 맥라
- 글로리아 그레이엄

### 조연
- 진 넬슨
- 샤롯 그린우드
- 셜리 존스
- 에디 알버트
- 제임스 휘트모어
- 로드 스테이거
- 바바라 로렌스
- 제이 C. 플리펜
- 로이 바크로트
- 제임스 밋첼
- 켈리 브라운
- 엘 퍼거슨
- 벤 존슨
- 도널드 카
- 낸시 킬가스
- 로리 말린슨
- 버디 루즈벨트
- 러셀 심슨

## 제작진
- 미술: 올리버 스미스
- 세트: F. 케오 글리슨
- 의상: 소피 드바인
- 의상: 오리 켈리
- 의상: 찰스 아리코
- 배역: 윌리엄 메이베리